# Elecciones municipales de 2024 en la Región de Arica y Parinacota
Las elecciones municipales de 2024 en la Región de Arica y Parinacota se realizaron los días 26 y 27 de octubre de 2024 para elegir a los responsables de la administración local, es decir, de las comunas. La región se compone de 4 comunas.
Estas elecciones serán las primeras elecciones municipales realizadas bajo el sistema de inscripción automática y voto obligatorio, luego de la promulgación de la Ley 21524 que restableció el voto obligatorio. Estas elecciones se realizarán paralelamente a las elecciones de gobernadores y consejeros regionales de la región, cargos creados por la Ley 21073 de 2018, y que fueron elegidos por primera vez en 2021 y 2013, respectivamente.

## Precandidaturas
| Pacto                                        | Partido                       | Candidatos |
| -------------------------------------------- | ----------------------------- | ---------- |
| B. Izquierda Ecologista Popular              | Partido Humanista de Chile    | 1          |
| F. Partido Social Cristiano e Independientes | Independiente                 | 1          |
| H. Contigo Chile Mejor                       | Partido Liberal de Chile      | 1          |
| H. Contigo Chile Mejor                       | Partido Demócrata Cristiano   | 1          |
| H. Contigo Chile Mejor                       | Partido por la Democracia     | 1          |
| H. Contigo Chile Mejor                       | Independientes                | 1          |
| P. Partido de la Gente e Independientes      | Partido de la Gente           | 2          |
| R. Centro Democrático                        | Independientes                | 2          |
| Y. Republicanos e Independientes             | Partido Republicano de Chile  | 2          |
| Z. Chile Vamos                               | Renovación Nacional           | 1          |
| Z. Chile Vamos                               | Unión Demócrata Independiente | 1          |
| Z. Chile Vamos                               | Independientes                | 1          |
| Candidaturas Independientes                  | Candidaturas Independientes   | 8          |
| Total de candidatos a alcalde                | Total de candidatos a alcalde | 23         |

## Resultados

### Alcaldes
| Municipio     | Alcalde saliente        | Partido | Partido | Alcalde electo         | Partido | Partido |
| ------------- | ----------------------- | ------- | ------- | ---------------------- | ------- | ------- |
| Arica         | Gerardo Espíndola Rojas |         | PL      | Orlando Vargas Pizarro |         | Ind     |
| Camarones     | Cristian Zavala Soto    |         | PDC     | Cristian Zavala Soto   |         | PDC     |
| Putre         | Javier Tito Huaylla     |         | Ind-UDI | Javier Tito Huaylla    |         | Ind-UDI |
| General Lagos | Alex Castillo Blas      |         | RN      | Alex Castillo Blas     |         | PREP    |

### Concejales
| Partido | Partido | Actual | Electos | +/-   |
| ------- | ------- | ------ | ------- | ----- |
|         | UDI     | 6      | 5       | −1    |
|         | RN      | 6      | 4       | −2    |
|         | D       | 1      | 3       | +2    |
|         | PREP    | 0      | 3       | Nuevo |
|         | PPD     | 4      | 2       | −2    |
|         | PDC     | 3      | 2       | −1    |
|         | PH      | 2      | 2       | 0     |
|         | PL      | 1      | 2       | +1    |
|         | PDG     | 0      | 2       | Nuevo |
|         | PC      | 2      | 1       | −1    |
|         | PR      | 2      | 1       | −1    |
|         | PS      | 1      | 1       | 0     |

## Provincia de Arica

### Arica

#### Alcalde
| Actual alcalde              | Gerardo Espíndola Rojas (PL) | Gerardo Espíndola Rojas (PL) | Gerardo Espíndola Rojas (PL) | Gerardo Espíndola Rojas (PL) | Gerardo Espíndola Rojas (PL) |
| Candidato                   | Pacto                        | Partido                      | Votos                        | %                            | Resultado                    |
| --------------------------- | ---------------------------- | ---------------------------- | ---------------------------- | ---------------------------- | ---------------------------- |
| Orlando Vargas Pizarro      | Independiente                | Ind.                         | 41 666                       | 31,98                        | Alcalde                      |
| Gerardo Espíndola Rojas     | Contigo Chile Mejor          | PL                           | 27 079                       | 20,79                        |                              |
| Stephanie Jeldrez Ortíz     | Republicanos                 | PRCh                         | 24 654                       | 18,92                        |                              |
| Rayko Parmelic Pavlov       | Partido de la Gente          | PDG                          | 8247                         | 6,33                         |                              |
| José Lee Rodríguez          | Independiente                | Ind.                         | 7305                         | 5,61                         |                              |
| Raúl Gil González           | Chile Vamos                  | UDI                          | 6991                         | 5,37                         |                              |
| Daniel Chipana Castro       | Independiente                | Ind.                         | 4429                         | 3,40                         |                              |
| Jorge Guillén Olivares      | Independiente                | Ind.                         | 4356                         | 3,34                         |                              |
| Sebastián Arellano Pescetto | Partido Social Cristiano     | Ind.                         | 2806                         | 2,15                         |                              |
| Esteban Romero Mamani       | Independiente                | Ind.                         | 2748                         | 2,11                         |                              |

#### Concejales
| Candidato                   | Pacto                                            | Partido | Votos | %    | Resultado |
| --------------------------- | ------------------------------------------------ | ------- | ----- | ---- | --------- |
| Jacqueline Boero Carvajal   | Republicanos e Independientes                    | PRCh    | 7037  | 6,41 | Concejal  |
| Dolores Cautivo Ahumada     | Por Chile, Seguimos                              | PCCh    | 4658  | 4,25 | Concejal  |
| Carolina Medalla Alcayaga   | Chile Vamos Renovación Nacional - Independientes | RN      | 3601  | 3,28 | Concejal  |
| Víctor Sepúlveda Ilabaca    | Republicanos e Independientes                    | PRCh    | 3512  | 3,20 | Concejal  |
| Maximiliano Manríquez Pérez | Verdes Liberales por una Comuna Segura           | Ind-PL  | 3208  | 2,92 | Concejal  |
| Cristián Rodríguez Sanhueza | Izquierda Ecologista Popular                     | PH      | 2921  | 2,66 | Concejal  |
| Mario Mamani Fernández      | Chile Mucho Mejor                                | PS      | 2422  | 2,21 | Concejal  |
| Daniel Manríquez Zúñiga     | Partido de la Gente e Independientes             | PDG     | 2186  | 1,99 | Concejal  |
| Susan Vega Piñones          | Centro Democrático                               | Ind-DEM | 2153  | 1,96 | Concejal  |
| Max Schauer Fernández       | Chile Vamos UDI-Evópoli e Independientes         | UDI     | 1974  | 1,80 | Concejal  |

### Camarones

#### Alcalde
| Actual alcalde       | Cristián Zavala Soto (DC) | Cristián Zavala Soto (DC) | Cristián Zavala Soto (DC) | Cristián Zavala Soto (DC) | Cristián Zavala Soto (DC) |
| Candidato            | Pacto                     | Partido                   | Votos                     | %                         | Resultado                 |
| -------------------- | ------------------------- | ------------------------- | ------------------------- | ------------------------- | ------------------------- |
| Cristián Zavala Soto | Contigo Chile Mejor       | DC                        | 1662                      | 100,00                    | Alcalde                   |

#### Concejales
| Candidato              | Pacto                                    | Partido | Votos | %    | Resultado |
| ---------------------- | ---------------------------------------- | ------- | ----- | ---- | --------- |
| Ricardo Cepeda Soto    | Chile Vamos UDI-Evópoli e Independientes | Ind-UDI | 184   | 9,36 | Concejal  |
| Raúl Ibarra Montecinos | Chile Mucho Mejor                        | DC      | 172   | 8,75 | Concejal  |
| Yovana Soto Calle      | Centro Democrático                       | Ind-DEM | 159   | 8,09 | Concejal  |
| Ivonne Luque Mamani    | Chile Vamos UDI-Evópoli e Independientes | UDI     | 158   | 8,04 | Concejal  |
| Carlos Vilca Valdéz    | Verdes Liberales por una Comuna Segura   | Ind-PL  | 115   | 5,85 | Concejal  |
| René Viza Quenaya      | Tu Comuna Radical                        | PR      | 135   | 6,87 | Concejal  |

## Provincia de Parinacota

### Putre

#### Alcalde
| Actual alcalde        | Javier Tito Huaylla (Ind.)   | Javier Tito Huaylla (Ind.) | Javier Tito Huaylla (Ind.) | Javier Tito Huaylla (Ind.) | Javier Tito Huaylla (Ind.) |
| Candidato             | Pacto                        | Partido                    | Votos                      | %                          | Resultado                  |
| --------------------- | ---------------------------- | -------------------------- | -------------------------- | -------------------------- | -------------------------- |
| Javier Tito Huaylla   | Chile Vamos                  | Ind.                       | 1497                       | 46,52                      | Alcalde                    |
| Fabián Hilaja Humire  | Centro Democrático           | Ind.                       | 866                        | 26,91                      |                            |
| Angelo Carrasco Arias | Contigo Chile Mejor          | PPD                        | 461                        | 14,33                      |                            |
| José Sarco Jiménez    | Izquierda Ecologista Popular | PH                         | 394                        | 12,24                      |                            |

#### Concejales
| Candidato               | Pacto                                            | Partido | Votos | %    | Resultado |
| ----------------------- | ------------------------------------------------ | ------- | ----- | ---- | --------- |
| Juan Mamani Churata     | Centro Democrático                               | Ind-DEM | 303   | 9,64 | Concejal  |
| Armando Huanca Limarí   | Chile Vamos UDI-Evópoli e Independientes         | Ind-UDI | 267   | 8,50 | Concejal  |
| Herman Gutiérrez Coloma | Chile Mucho Mejor                                | Ind-PPD | 254   | 8,08 | Concejal  |
| Marianella Huanca Tapia | Chile Vamos UDI-Evópoli e Independientes         | Ind-UDI | 252   | 8,02 | Concejal  |
| Justo Blas Huayllas     | Chile Vamos Renovación Nacional - Independientes | Ind-RN  | 239   | 7,61 | Concejal  |
| Marisol Huanca Bernabé  | Izquierda Ecologista Popular                     | PH      | 161   | 5,12 | Concejal  |

### General Lagos

#### Alcalde
| Actual alcalde          | Álex Castillo Blas (REP) | Álex Castillo Blas (REP) | Álex Castillo Blas (REP) | Álex Castillo Blas (REP) | Álex Castillo Blas (REP) |
| Candidato               | Pacto                    | Partido                  | Votos                    | %                        | Resultado                |
| ----------------------- | ------------------------ | ------------------------ | ------------------------ | ------------------------ | ------------------------ |
| Álex Castillo Blas      | Republicanos             | REP                      | 281                      | 30,68                    | Alcalde                  |
| Gregorio Mendoza Chura  | Chile Vamos              | RN                       | 221                      | 24,13                    |                          |
| Russel Aquino Alcon     | Independiente            | Ind.                     | 155                      | 16,92                    |                          |
| Verónica Mita Tancara   | Partido de la Gente      | PDG                      | 144                      | 15,72                    |                          |
| Ignacio Flores Huanca   | Centro Democrático       | Ind.                     | 54                       | 5,90                     |                          |
| Luis Chambilla Chura    | Independiente            | Ind.                     | 27                       | 2,95                     |                          |
| Rolando Manzano Butron  | Contigo Chile Mejor      | Ind.                     | 21                       | 2,29                     |                          |
| Christian Mamani Flores | Independiente            | Ind.                     | 13                       | 1,42                     |                          |

#### Concejales
| Candidato                  | Pacto                                            | Partido | Votos | %     | Resultado |
| -------------------------- | ------------------------------------------------ | ------- | ----- | ----- | --------- |
| Carmen Surco Chura         | Chile Mucho Mejor                                | Ind-PPD | 114   | 12,72 | Concejal  |
| Alfonso Flores Chura       | Chile Vamos Renovación Nacional - Independientes | Ind-RN  | 93    | 10,38 | Concejal  |
| Richard Villanueva Huaylla | Republicanos e Independientes                    | Ind-REP | 86    | 9,60  | Concejal  |
| Jorge Flores Valdés        | Partido de la Gente e Independientes             | PDG     | 81    | 9,04  | Concejal  |
| Delfín Zarzuri Condori     | Chile Vamos Renovación Nacional - Independientes | RN      | 59    | 6,58  | Concejal  |
| Patricio Flores Blas       | Chile Mucho Mejor                                | DC      | 54    | 6,03  | Concejal  |

## Nota
1. ↑  Cercano al Partido por la Democracia.